# Чаган-Узун (село)
Чаган-Узун (рос. Чаган-Узун) — село Кош-Агацького району, Республіка Алтай Росії. Входить до складу Чаган-Узунського сільського поселення.
Населення — 445 осіб (2015 рік).